# Kern (soldato)
Un Kern era un soldato gaelico di fanteria leggera durante il Medioevo.

## Etimologia
Il termine deriva dal medio irlandese Ceithren o Ceitherne, derivato a sua volta da Ceithernn e designante alcune unità militari di leva degli eserciti gallesi. I kern erano la parte popolare dell'esercito, surclassati inizialmente dai Fianadi "fanteria" e dai Cliarthairi "guardie" o "cavalleggeri" che erano il seguito di professionisti di un Bóaire. Ceithernn significa anche in senso ampio un'unità militare e può indicare in generale una truppa di soldati senza distinzioni tra le varie classi di soldati.
Durante il Medioevo gli Inglesi adottarono il medio irlandese Ceithern come Kerne, riferendosi principalmente alle leve irlandesi, ma anche agli Scoti delle Highlands: prima dell'invenzione del kilt scozzese non era facile distinguerli dagli Irlandesi per via degli armamenti e degli abiti simili. In seguito le forze scozzesi di stanza in Ulster furono collettivamente chiamate Redshanks ("Gambe Rosse"), generalmente dell'Argyll e delle Ebridi.

## Ruolo militare
I Kern erano famosi per accompagnare le bande di mercenari scozzesi "Gallóglaigh" (Gallowglass) come loro attendenti e per combattere come forze ausiliaree, mentre i Gallowglass formavano la fanteria pesante. Questo esercito modellato su due classi sorse in seguito alle invasioni normanne. Prima c'erano molti più soldati addestrati localmente a coprire vari ruoli. I Gallowglass rimpiazzarono largamente le altre forme di fanteria, anche se molti Irlandesi iniziarono ad addestrarsi per imitarli creando formazioni simili.
All'inizio i Ceithernn consistevano in una miriade di fanti di milizia e forse cavalleria leggera, probabilmente ricordati in seguito dagli horse boys che accompagnavano i Gallowglass e combattevano come cavalleria leggera. Erano armati con un sussidio o da quello che possedevano e coprivano molti ruoli di un esercito, formando probabilmente la parte maggiore di molti eserciti gaelici. Nella metà del Cinquecento Shane O'Neill era noto per aver armato i suoi contadini e Hugh O'Neill, Conte di Tyrone, equipaggiò molti dei suoi Ceithernn con abbigliamento da battaglia contemporaneo addestrandoli come un esercito professionale, completato da capitani esperti e armi moderne.
Come molti gaelici dell'epoca, i Kern spesso si trovavano su molti fronti. Per esempio le forze native irlandesi degli anglo-normanni in Irlanda avevano Kern di leva. Di conseguenza si trovavano a combattere in luoghi lontani in Europa, dove erano famosi come feroci fanti leggeri.